# Tumulus de Menétrux-en-Joux

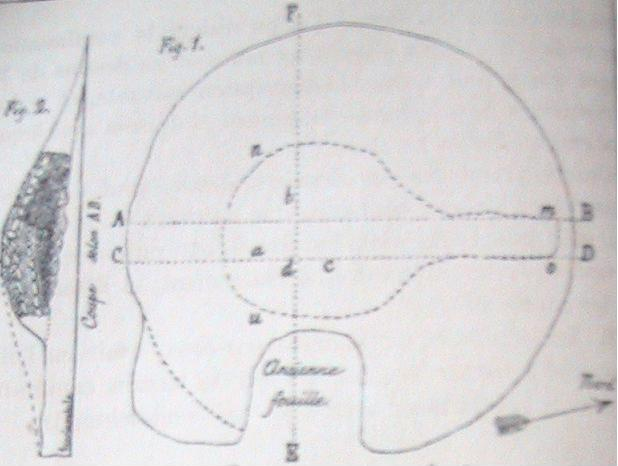
Plan du gros tumulus de Menétrux-en-Joux (Félicien Paget)

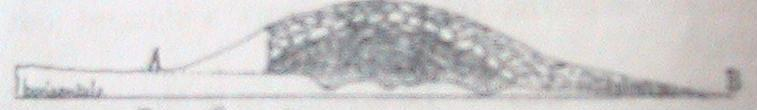
Coupe du gros tumulus de Menétrux-en-Joux

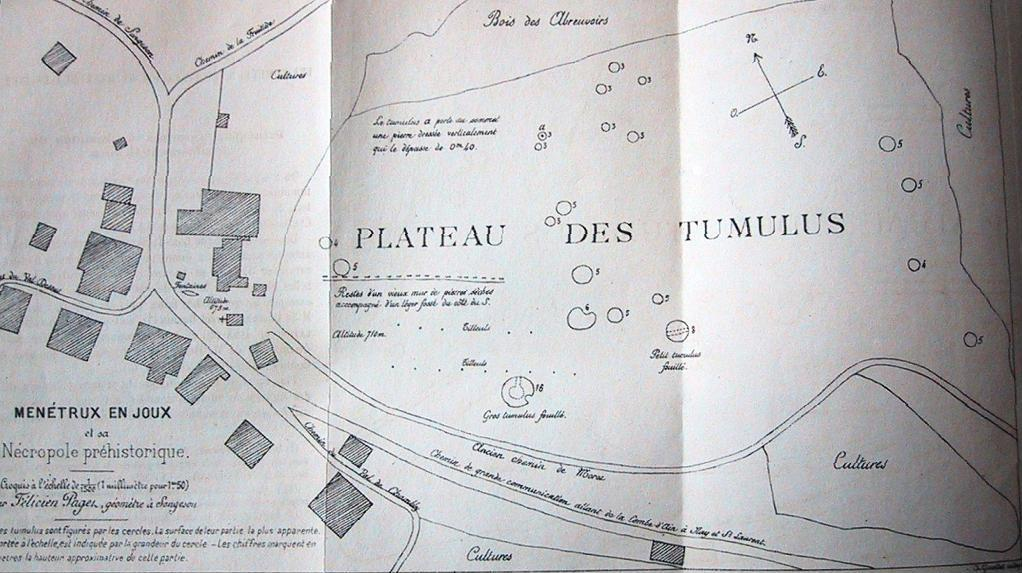
Plan d'orientation des tumulus

Les tumulus de Menétrux-en-Joux sont des tumulus situés à Menétrux-en-Joux, dans le département du Jura, en Franche-Comté. Ils ne semblent plus visibles aujourd'hui. Ils ont été découverts par Louis Abel Girardot en 1887. À la différence de ceux retrouvés dans la Combe d'Ain, ils servaient à l'incinération.

## Les tumulus du Jura
Dès le XIXe siècle, de nombreux tumulus ont été observés et étudiés dans la région du Jura : région du vignoble, premier plateau, région de Lons-le-Saunier, combe d’Ain entre Clairvaux-les-Lacs et Crotenay et région de Salins-les-Bains.
En 1875, le docteur Marcel Buchin publiait un article sur la nécropole de Gevingey, complété en 1883 par les travaux de L. Cloz et Z. Robert. En 1886, les résultats des fouilles d’un tumulus à Conliège, entre Briod et Publy, furent publiés par Henri Chevaux. Les découvertes concernant la forêt des Moidons, entre Arbois, Poligny et Champagnole, ont fait l’objet de travaux d’Édouard Toubin de 1869 à 1875, complétés par M. De Morgan en 1883.
Des tumulus de grandes dimensions ont été étudiés dès 1822 par D. Monnier, aux environs de Clairvaux-les-Lacs, ou entre Marigny et Châtillon, dans la Combe d'Ain, puis étudiés par Édouard Clerc et Jules Le Mire. Des objets de bronze et de fer ont été découverts dans ces tumulus dont deux épées de bronze sur le territoire de Villars-sur-Ain (par M. G. Berlier de Châtillon) et conservées au musée d'Archéologie nationale de Saint-Germain-en-Laye.

## Les tumulus de Menétrux-en-Joux
Ce groupe de tumulus se situait sur un petit plateau rocheux, aux lieux-dits « sur la Côte » et « bois des abreuvoirs ». Ce plateau constitue le sommet d'une petite colline dominant le village de Menétrux-en-Joux. Les fouilles, plans et croquis furent confiées à M. Félicien Paget, ancien employé des Ponts-et-Chaussées et géomètre à Songeson, déjà présent lors de la découverte de la station préhistorique de Ney en 1878. Sur la quarantaine de tumulus trouvés, probablement des vestiges d’une nécropole, beaucoup présentaient des pierres calcinées. Deux tumulus seulement ont été fouillés.
Le premier, situé sur le bord occidental du plateau, était de grande taille. Sa base circulaire avait un diamètre de 12 mètres pour une hauteur de 1,60 m. Il s’agissait d’un tertre funéraire comprenant une masse centrale formée de plusieurs couches en forme de calottes superposées. Des traces de charbon et des cendres ont permis d'avancer l’hypothèse d’une pratique d’incinération d’un personnage important. Le second tumulus, de taille plus réduite, était un modèle beaucoup plus répandu et plus simple.
D’après l’étude des quelques débris de poteries ou vases retrouvées par Félicien Paget, ces tumulus semblaient dater de la période celtique. Ils paraissaient contemporains de l'abri sous la roche de Ney et de la construction des palafittes de Clairvaux-les-Lacs.